# Громадянська війна в Камбоджі
Громадянська війна в Камбоджі — військово-політичний конфлікт у Камбоджі, що тривав від 1967 до 1975 року. Спочатку розгортався між комуністичними партизанами (за активного сприяння Північного В'єтнаму та В'єтконгу) та режимом глави держави Нородома Сіанука. Після перевороту Лон Нола та встановлення проамериканського республіканського режиму 1970 року конфлікт розгортався між урядом країни, який підтримували США та Південний В'єтнам, і Національним єдиним фронтом Кампучії, в якому значну роль відігравали партійні структури та збройні формування місцевих комуністів.
Підсумком війни стало падіння центрального уряду та прихід до влади «червоних кхмерів», які проголосили курс на радикальне перевлаштування камбоджійського суспільства з опорою на маоїстські концепції. Громадянська війна в Камбоджі, поряд із бойовими діями в Лаосі та Південному В'єтнамі, вважається частиною Другої індокитайської війни.

## Передумови
1953 року Камбоджа здобула незалежність від Франції. Відповідно до Женевських угод 1954 року, якими завершилась колоніальна війна Франції в Індокитаї, Камбоджа проголошувалась нейтральною країною. Правителем королівства став принц Нородом Сіанук, який спочатку мав значну популярність серед населення. Сіанук позиціонував себе як політик лівого спрямування. Він був переконаний, що панівною силою в Південно-Східній Азії в майбутньому виявиться Китай. 1965 року, після низки прикордонних інцидентів за участі збройних сил США у Південному В'єтнамі, Камбоджа розірвала дипломатичні відносини з США.
Під час громадянської війни в Південному В'єтнамі, до якої надалі активно втрутились США, камбоджійська територія використовувалась партизанами В'єтконгу й підрозділами Північного В'єтнаму. Президент США Ліндон Джонсон заборонив американським наземним підрозділам діяти на території Камбоджі, оскільки такі дії порушували б її формальний нейтралітет. Сили В'єтконгу й Північного В'єтнаму, не зв'язані такими обмеженнями, створили у східних районах країни мережу базових таборів і складів, куди відступали після кожної серйозної поразки у Південному В'єтнамі, щоб у безпеці від дій противника поповнити втрати й відпочити. 1966 року принц Сіанук уклав з Китаєм, що підтримував Північний В'єтнам у війні, угоду про присутність північнов'єтнамських військ у Камбоджі й використання морського порту Сіануквіль для доставки їм військових матеріалів, що було порушенням нейтралітету країни. Шлях, яким здійснювалось постачання комуністичних сил через Камбоджу, отримав назву «стежка Сіанука», за аналогією з більш відомою «стежкою Хо Ши Міна». В той же час перебування в'єтнамських сил на території країни спричинило безліч проблем, одним із найгостріших стало продовольче питання: північнов'єтнамські війська масово скуповували у камбоджійців рис, пропонуючи ціну набагато вищу за урядову. Це завдало суттєвого удару по рисовому експорту Камбоджі та її економіці. До сільської місцевості було відряджено солдатів, які збирали рис під загрозою застосування сили.

## Перебіг подій
1967 року в провінції Баттамбанг, традиційному оплоті спротиву владі, спалахнуло селянське повстання, придушене урядом і мобілізованими для розправи чиновниками й містянами. Повстанням скористалась Комуністична партія Камбоджі, відома як «червоні кхмери», для розгортання збройної боротьби проти Сіанука. В січні 1968 року комуністи здійснили першу військову акцію, на той момент вони мали лише 10 гвинтівок. Однак до кінця 1968 року в Камбоджі йшла вже повноцінна громадянська війна.
На ранньому етапі війни бойові дії були малоінтенсивними та проходили без втручання США чи Північного В'єтнаму. Принц Сіанук, ведучи боротьбу проти комуністичних повстанців, почав змінювати свою зовнішню політику. 1969 року Камбоджа відновила дипломатичні відносини зі США. Від березня того ж року американська авіація потай проводила бомбардування базових районів В'єтконгу та північнов'єтнамської армії на сході Камбоджі (Операція «Меню»). Це відбувалось за таємної чи явної згоди Сіанука. Однак бомбардування зачіпали тільки ті об'єкти, що використовувались комуністичними силами, які діяли в Південному В'єтнамі. До громадянської війни в країні США все ще не втручались.
В березні 1970 року в Камбоджі відбувся безкровний переворот, в результаті якого принц Нородом Сіанук був повалений, а до влади прийшов його прем'єр-міністр Лон Нол, що відзначався рішучими проамериканськими поглядами. Сіанук після того відвідав Москву й Пекін, звідки відкрито закликав своїх уже колишніх противників повалити незаконний уряд. Тим часом Лон Нол, узявши владу в свої руки, одразу ж розпорядився закрити порт Сіануквіль для постачання військових матеріалів комуністам, і зажадав від північнов'єтнамських військ упродовж 72 годин залишити територію країни.
Головним наслідком заяви Лон Нола було те, що від того моменту війна в Камбоджі припинила бути внутрішньою справою країни, оскільки втрата камбоджійських баз серйозно позначилась би на проведенні в'єтнамськими комуністичними силами операцій у Південному В'єтнамі. Північнов'єтнамська армія не підкорилась ультиматуму, а замість того розгорнула широкомасштабний наступ проти камбоджійських військ. Невдовзі загроза нависла над Пномпенем — столицею країни. Відтоді під ударом опинились військово-політичні інтереси США в регіоні. Військова перемога північнов'єтнамських військ у Камбоджі вкрай позитивно вплинула б на В'єтнамську війну, що тривала, перетворивши всю країну на тил В'єтконгу та Північного В'єтнаму. Наприкінці квітня 1970 року президент США Річард Ніксон після численних консультацій з радниками ухвалив рішення про проведення наземної операції в Камбоджі, метою якої стало б зменшення тиску противника на урядові сили Камбоджі, а також знищення базових таборів на сході країни.
30 квітня й 1 травня 1970 року збройні сили США та Південного В'єтнаму почали інтервенцію до Камбоджі. Просуваючись углиб країни, вони не зустріли значного спротиву, оскільки основні сили північнов'єтнамської армії в той час вели бойові дії на західному фронті. Були виявлені кілька великих базових таборів. Під час тієї операції американська армія захопила найбільші трофеї за час В'єтнамської війни. Однак вторгнення спричинило сплеск активності антивійськового руху в США, що змусило Ніксона пообіцяти вивести війська з Камбоджі до 30 червня. Це й було зроблено. Південнов'єтнамські війська продовжували операції там ще кілька місяців, причому безпосередньо підтримали урядову армію (відтоді мала назву FANK — фр. Forces Armees Nationales Khemeres, Кхмерські національні збройні сили) на полі бою.
До середини 1970 року розклад сил у Камбоджі виглядала так: протиурядові комуністичні сили були формально об'єднані в Національний єдиний фронт Кампучії (НЄФК, фр. Front Uni National du Kampuchea, FUNK), створений на Національному конгресі Камбоджі в Пекіні 3-4 травня 1970 року; Нородом Сіанук очолював Королівський уряд Національної єдності Кампучії (КУНЄК, фр. Government Royal d’Union Nationale du Kampuchea, GRUNK), що перебував у вигнанні, хоч він і не визнавав за собою такого статусу, оскільки деякі його представники перебували в Камбоджі на підконтрольних НЄФК територіях, що мали назву «звільнених районів», й особисто Сіанук відвідував такі райони, не маючи жодних проблем, пов'язаних з військовою активністю противника. В бойових діях проти урядової армії на тій фазі війни брали участь збройні сили «червоних кхмерів» за підтримки північнов'єтнамської армії. Режим Лон Нола почав отримувати значну військово-економічну допомогу від США. Американська авіація надавала підтримку урядовій армії. Окрім того, південнов'єтнамська армія періодично поверталась до Камбоджі та проводила військові операції спільно з національною армією FANK, однак без особливого успіху. Таким чином, у камбоджійській громадянській війні брали участь збройні сили трьох іноземних держав.
У серпні 1970 року урядова армія спробувала рішучо переломити хід бойових дій, розпочавши операцію «Ченла I», а за рік — влітку-восени 1971 року — відбулась «Ченла II». В обох випадках намагаючись установити контроль над дорогою з Пномпеня на Кампонгсаом (сучасний Сіануквіль). Обидві операції завершились украй невдало, й після того FANK у цілому перейшла до стратегічної оборони, а війна остаточно набула затяжного характеру. 1971 року близько 70 % території країни контролювалось північнов'єтнамськими військами та загонами НЄФК. Бойові дії велись в основному за лінії комунікацій, якими Пномпень постачався продовольством. До того часу столиця перебувала практично в стані облоги, — від весни 1972 року місто періодично зазнавало артилерійських обстрілів, що призводили до загибелі мирного населення. Режим Лон Нола набував усе більше авторитарних рис: Лон Нол одночасно був президентом, прем'єр-міністром і міністром оборони. Паралельно з цим звільнені території поступово переходили під контроль комуністів. Соціальна база комуністів у 1970-1972 роках постійно зростала через політику, що проводилась в інтересах безземельних і малоземельних селян.

План фінального наступу на Пномпень у квітні 1975 року

1 січня 1975 року «червоні кхмери» почали свій фінальний наступ, спрямований на взяття Пномпеня. Вони поступово звужували кільце навколо міста, позбавляючи його решти ліній постачання. Місто було наповнено біженцями та продовжувало жити виключно за рахунок постачання продовольства річковими конвоями й літаками ВПС США повітрям. Вже було очевидно, що час центрального уряду спливає. 1 квітня Лон Нол вийшов у відставку. 12 квітня з Пномпеня був евакуйований персонал посольства США (операція «Eagle Pull»), що виявилось передмовою до евакуації посольства у Сайгоні лише за два тижні. Вранці 17 квітня 1975 року столиця Камбоджі — Пномпень — перейшла під контроль збройних сил «червоних кхмерів». Громадянська війна в Камбоджі завершилась, — країна стояла на порозі найбільш трагічних подій своєї новітньої історії.

## Наслідки
Американські повітряні бомбардування (особливо удари стратегічних бомбардувальників B-52) завдали важких збитків природі Камбоджі. Бойові дії перетворили понад 2 мільйони осіб на біженців і завдали величезних збитків економіці країни: 80 % промислових потужностей зруйновано, 40 % доріг і 30 % мостів знищено.
Однак найстрашнішим підсумком війни в Камбоджі став прихід до влади «червоних кхмерів» під керівництвом Пол Пота, орієнтованих на побудову комунізму відповідно до доктрин Маркса, Леніна та Мао Цзедуна. Подальший геноцид забрав життя, за різними оцінками від півтора до трьох з половиною мільйонів осіб.